# Papiro 19
Il Papiro 19 ({\displaystyle {\mathfrak {p}}}19) è uno dei più antichi manoscritti esistenti del Nuovo Testamento, datato paleograficamente agli inizi del IV secolo o V secolo. Contiene una versione in lingua greca antica del Vangelo secondo Matteo, 10,32-11,5.

## Contenuto del papiro
Il testo del codice è rappresentativo del tipo testuale alessandrino. Kurt Aland lo ha collocato nella Categoria II.
È attualmente ospitato presso la Biblioteca Bodleiana (P. Oxy. 1170; Gr. bibl. d. 6 (P)) ad Oxford.